# Lukas Lundin
Lukas Henrik Lundin, född 3 juli 1958 i Stockholm, död 26 juli 2022 i Genève, Schweiz, var en svensk ingenjör och företagsledare inom petroleum- och gruvbranschen. Lukas Lundin var son till Adolf Lundin och äldre bror till Ian Lundin.
Lundin studerade vid École Internationale de Genève och tog 1982 examen vid New Mexico Institute of Mining and Technology. Han var styrelseordförande i Lundin Mining och sedan 2001 styrelseledamot i Lundin Petroleum. I februari 2022 meddelades att han inom kort ämnade lämna alla sina uppdrag i Lundingruppen på grund av sjukdom.
Han ägde superyachten Savannah. Lukas Lundin är begravd på Nämdö kyrkogård.